# 马克·朱潘
马克·朱潘（英語：Mark Zupan，1975年5月20日—），美国男子轮椅橄榄球运动员。他曾代表美国参加2004年和2008年夏季残疾人奥林匹克运动会轮椅橄榄球比赛，获得一枚金牌和一枚铜牌。